# Tarte
« Tartelette » redirige ici. Pour les autres significations, voir Tarte (homonymie).
Cet article concerne les tartelettes. Pour le personnage de fiction, voir T. Artelett.
Une tarte (pour plusieurs convives) ou tartelette (déclinaison réduite pour un seul consommateur) est une spécialité culinaire, constituée d'une pâte servant de support à une garniture qui peut être sucrée ou salée.
Le substantif féminin, « tartelette » (prononcé [taʀtəlεt]) est, comme tartine, un diminutif de « tarte ».

## Étymologie
Le substantif féminin « tarte » (prononcé [taʀt]) est attesté au XIIe siècle. Son étymologie est incertaine : il s'agit probablement d'une variante de « tourte »,, du latin torta « gâteau rond », passé dans le latin médiéval torta, tarta, turta ou tourta, ellipse de torta panis (« pain rond »).

## Histoire
La tarte est l'une des pâtisseries les plus anciennes. Les pâtissiers commencèrent par faire des tartes salées, puis sucrées. Depuis le Moyen Âge, la tarte a connu beaucoup de recettes diverses et variées.
Selon une légende connue qui s'avère en partie vraie, la tarte Tatin aurait été accidentellement créée par les sœurs Tatin, propriétaires d'un hôtel-restaurant à Lamotte-Beuvron. Une des sœurs, en voulant réaliser une tarte aux pommes, aurait oublié de mettre la pâte et l’aurait rajoutée par-dessus au cours de la cuisson. Une autre version de la légende raconte que Stéphanie Tatin l'aurait renversée à la sortie du four et ramassée pour la servir par la suite à l'envers. La tarte est servie plus tard servie au restaurant Maxim's à Paris où elle demeure une spécialité.

## Types

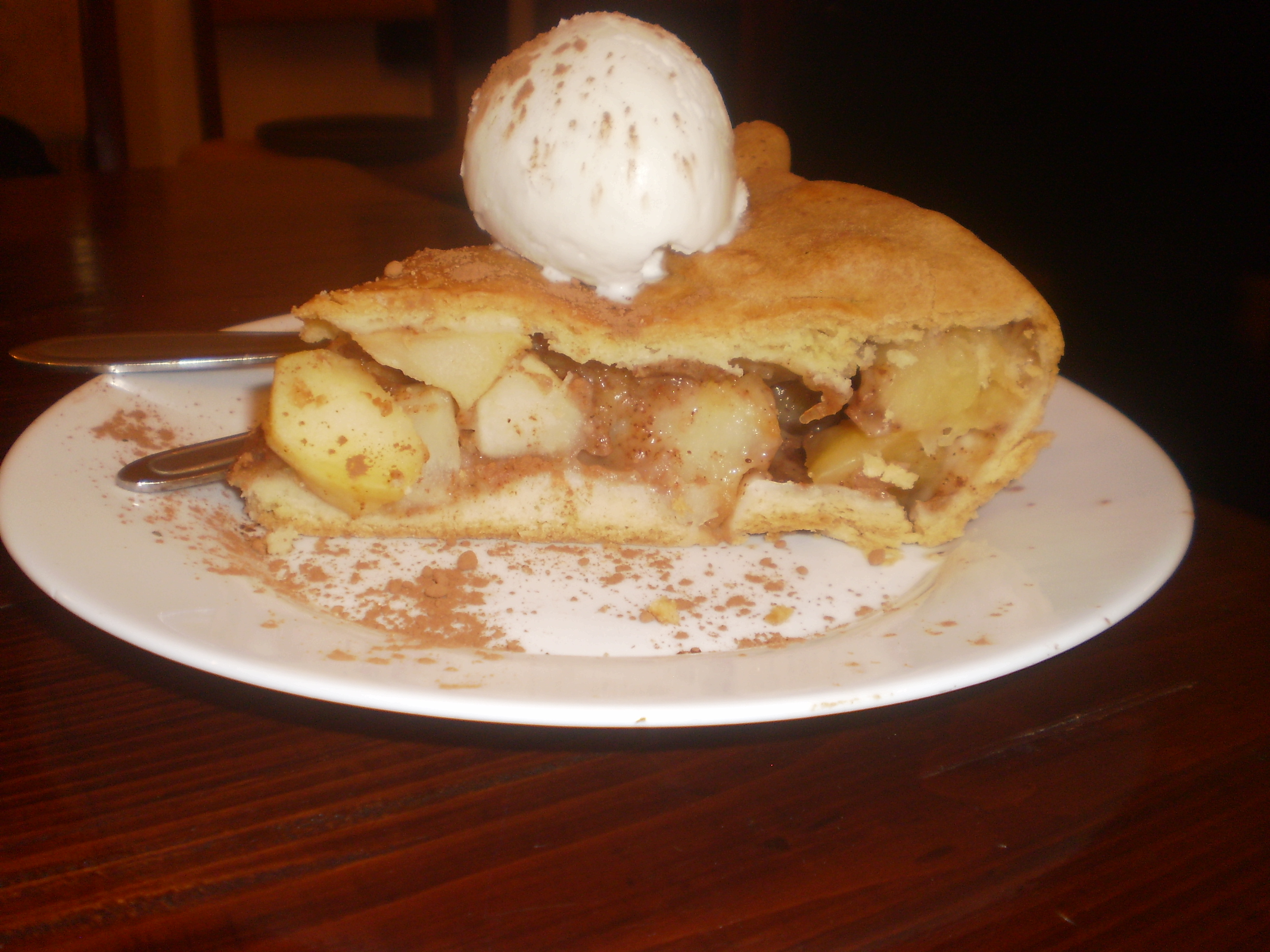
Une part de tarte à la Mode, sorte de tarte sucrée américaine.

### Tarte sucrée
Les tartes sucrées sont servies froides ou tièdes, le plus souvent en dessert. La garniture peut être composée de fruits, frais ou secs, qui sont placés entiers, en compote, coupés en morceaux ou en rondelles, agrémentés de chocolat, de crème, de chantilly, etc. ; on peut aussi utiliser du riz, comme pour la tarte au riz. Les tartes aux pommes, tarte au citron meringué, aux poires, aux figues et aux mirabelles sont des types de desserts communs en Europe.

### Tarte salée
Les tartes salées sont servies en entrée ou en plat principal, chaudes ou tièdes. La garniture est composée de légumes, de viande, de poisson ou de fromage. La tarte aux poireaux et la tarte aux oignons sont des exemples de mets courants en Europe.

## Constituants

### Ingrédients
Une tarte comporte ou peut comporter les éléments suivants :
- le fond de tarte (pâte), qui reçoit la garniture, abaissé puis piqué sur le moule ;
- le bord (pâte), foncé sur le cercle du moule, qui empêche les préparations fluides de couler ;
- l'appareil, base déposée avant la garniture sur le fond de tarte, dans certaines recettes (telle une crème pâtissière pour une tarte sucrée) ;
- la garniture, crue ou cuite, composée de (ou d'un assortiment de) fruits, légumes, viandes ou d'une préparation composite, selon le cas ;
- la couverture, le nappage ou le glaçage, qui recouvre la garniture dans certaines recettes (ganache, gelée, coulis, sirop, chantilly) ;
- le décor, (zeste de citron, paillettes, sucre glace, fruits confits, lettrage).

D'autres éléments peuvent s'y ajouter dans des cas particuliers, comme des bandelettes de pâte sur une garniture de compote. Selon la recette, tous les éléments cuisent ensemble, ou le fond de tarte est précuit seul, couvert de légumes secs ou de poids en céramique, par exemple, pour ne pas gonfler, technique nommée « cuisson à blanc », avec le bord, avant l'ajout des autres constituants. Dans la tarte Tatin, la couverture (caramel), la garniture (pommes) et le fond de tarte sont disposés en ordre inverse.

### Pâtes
Différentes pâtes, sauf exception à base de farine de blé, peuvent servir de base dans la confection d'une tarte : la pâte brisée, la pâte feuilletée, la pâte sablée, la pâte sucrée, et la pâte levée.
La pâte crue est abaissée à l'épaisseur souhaitée (généralement autour de 0,4 cm[réf. nécessaire]), placée dans un plat à tarte et cuite au four avec ou sans garniture. La quantité de beurre et le temps de cuisson diffèrent selon la pâte choisie.

## Galerie

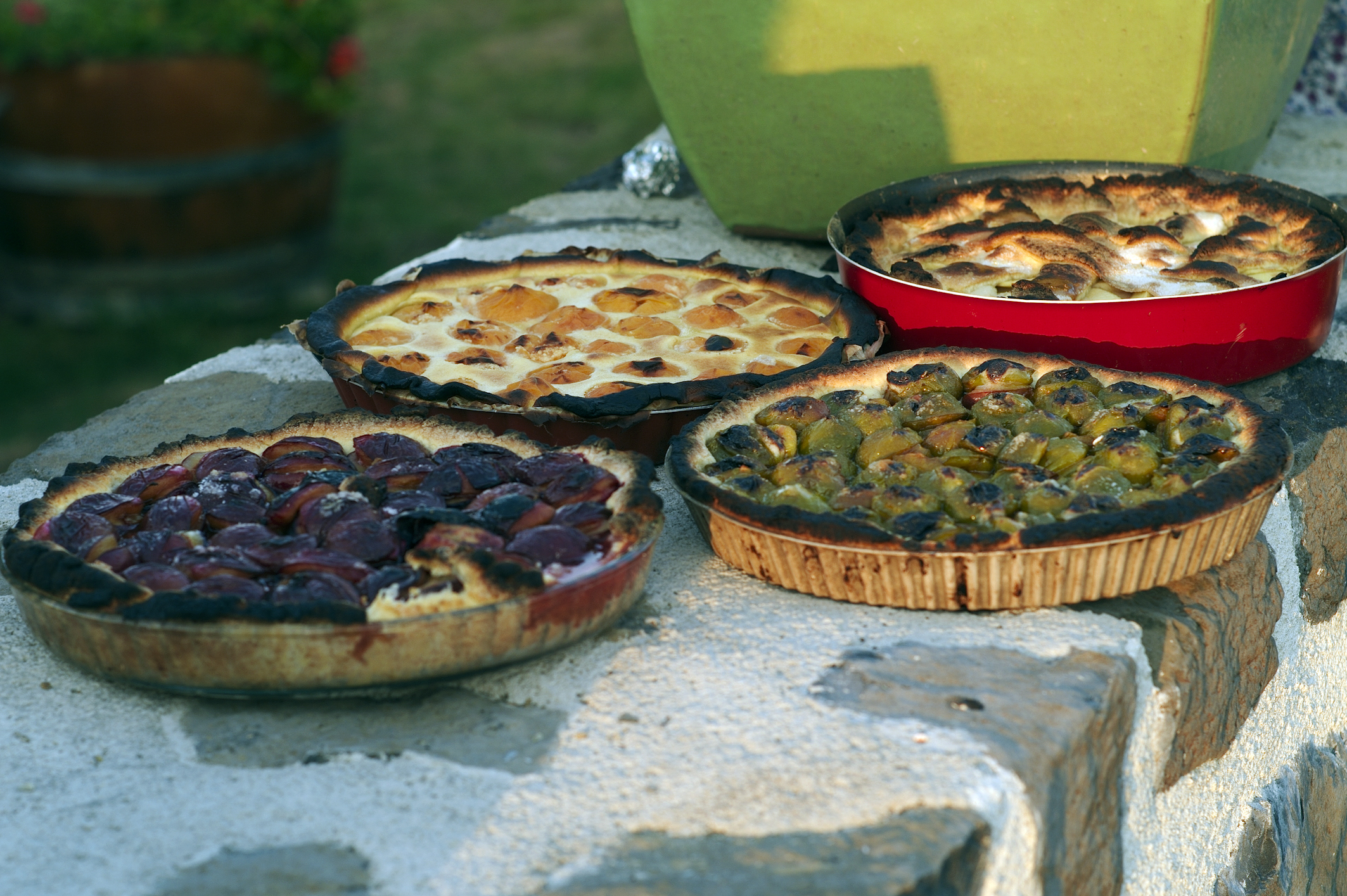
Tartes aux fruits.
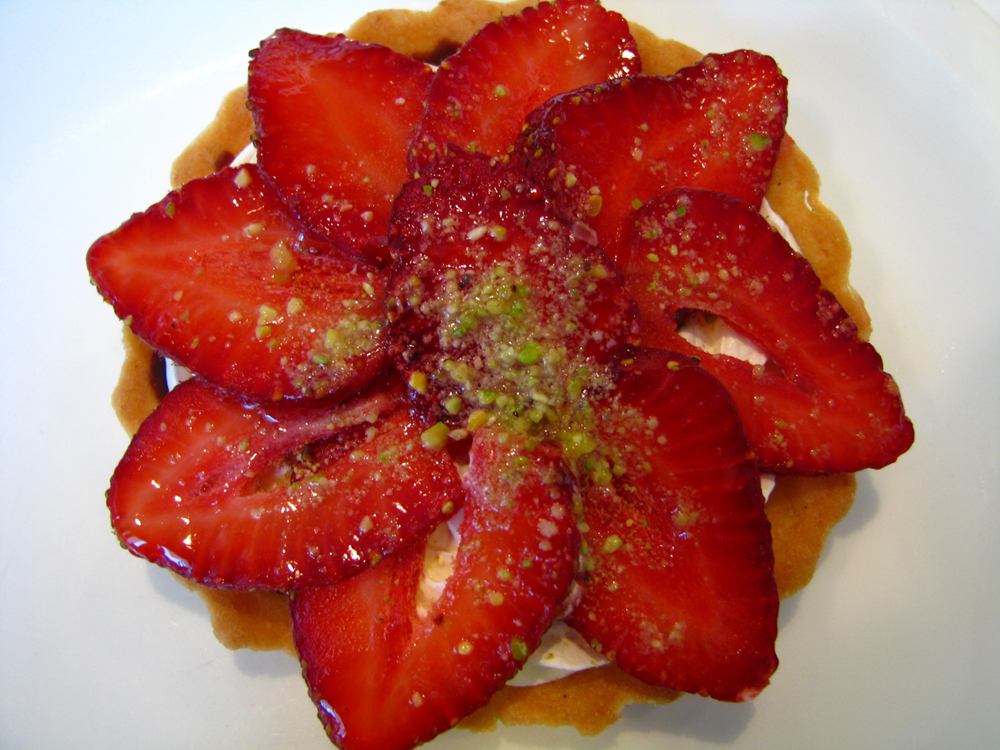
Tartelette aux fraises.
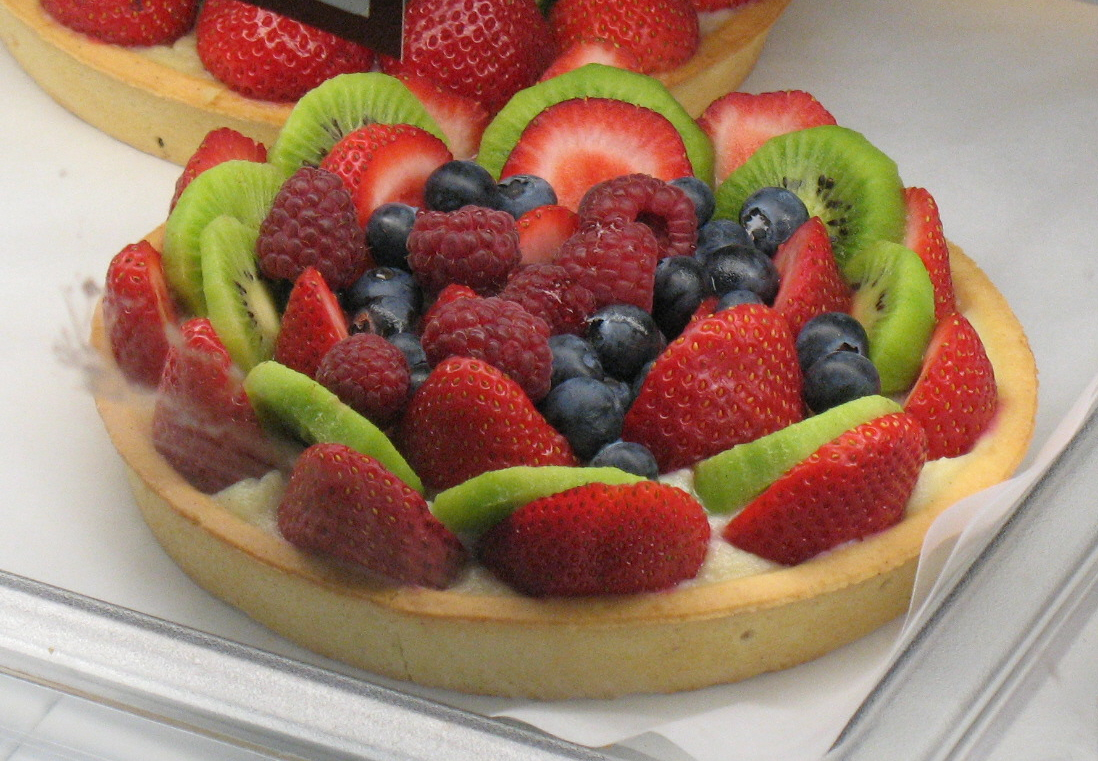
Tarte aux fruits.
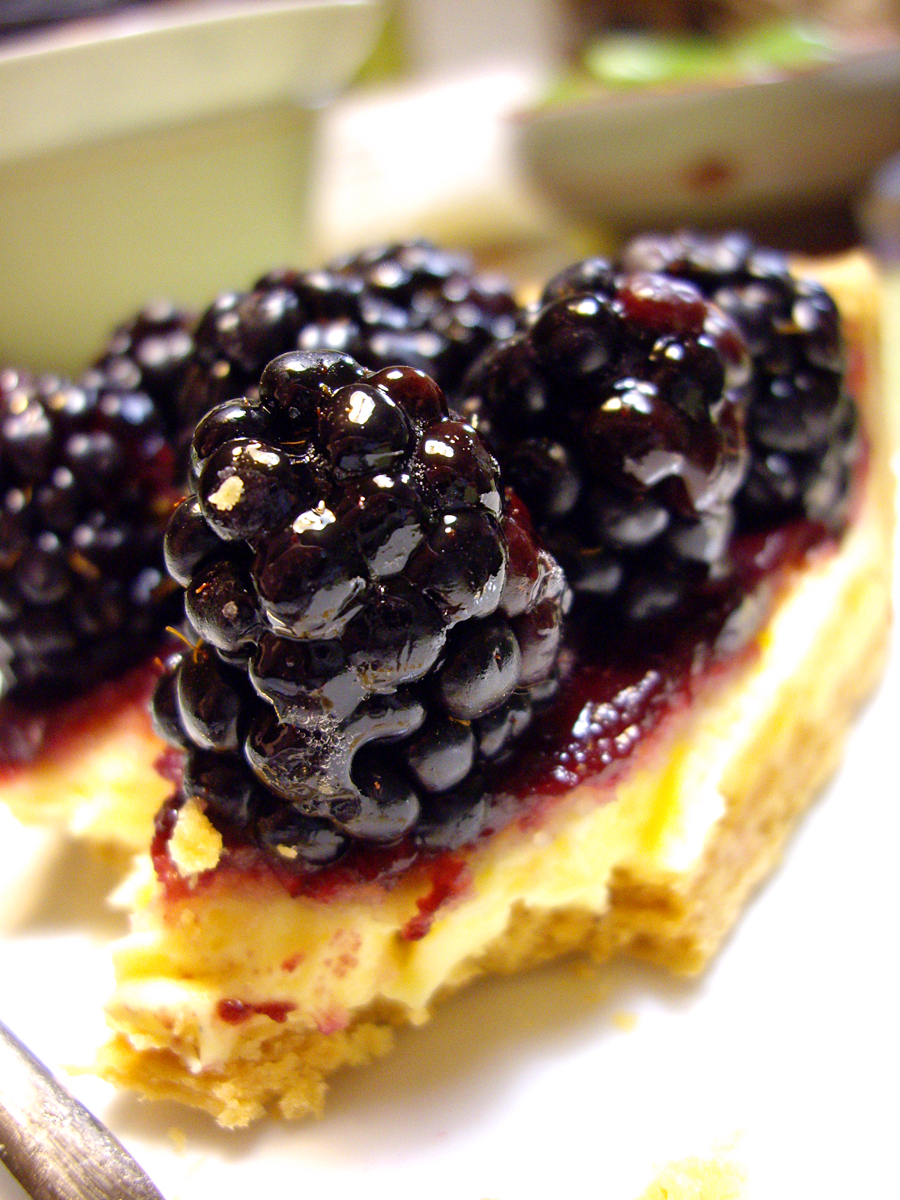
Tarte aux mûres.
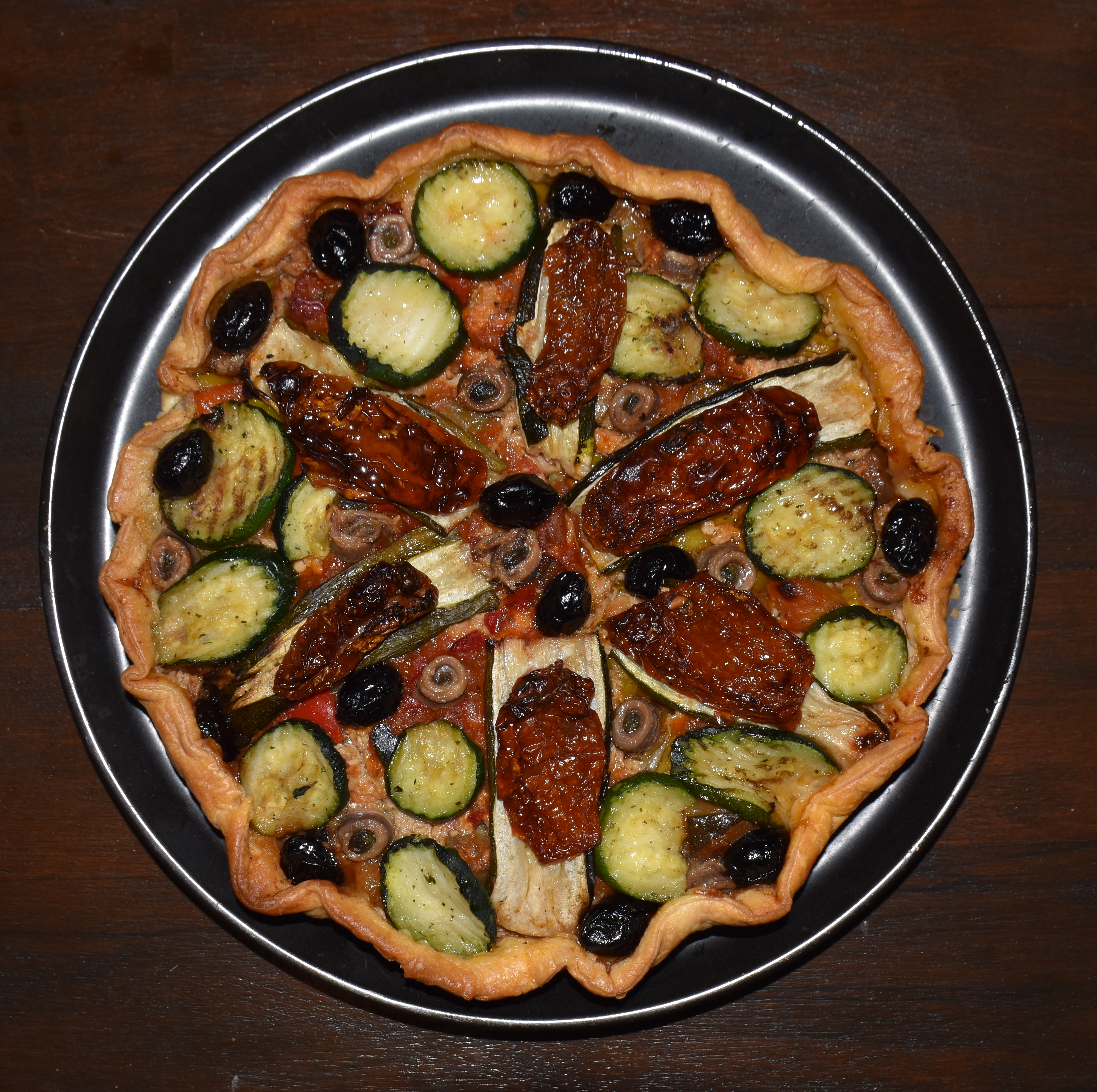
Tarte aux légumes: oignon, courgette, tomate, aubergine et poivron.